# Fusarium compactum
Fusarium compactum är en svampart som först beskrevs av Hans Wilhelm Wollenweber, och fick sitt nu gällande namn av Raillo 1950. Fusarium compactum ingår i släktet Fusarium och familjen Nectriaceae.   Inga underarter finns listade i Catalogue of Life.